# セラム島
セラム島（セラムとう、インドネシア語: Seram、植民地時代で言う Ceram、別名: Seran, Serang）は、マルク州（インドネシア）の島。モルッカ諸島の一部であり、バンダ海とセラム海に挟まれた位置にある。東西に長い島であり、当地域の主要部であるアンボン島は、この南西にある。
- 座標：3°07′59"S 129°30′00"E
- 面積：約17,100km2（6,600mi2）
- 長さ：約340km(210mi)x60km(40mi)
- 最高地点：Mt. Binaya, 3,019m(9,905ft)・熱帯雨林気候
- 産業：コプラ・天然樹脂・サゴ（サゴヤシから採れるデンプン）・漁業
- 主要都市・港：Masohi